# Nachal Jitnan
Nachal Jitnan (hebrejsky נחל יתנן) je vádí v jižním Izraeli, v centrální části Negevské pouště.
Začíná v pouštní krajině v nadmořské výšce přes 500 metrů severozápadně od města Dimona v hornatém hřbetu Reches Jerucham. Směřuje pak k severu. Vede skrz rozptýlené beduínské osídlení a zleva ústí do vádí Nachal Telem.
V roce 2007 proběhl při Nachal Jitnan záchranný archeologický výzkum kvůli pokládce plynového potubí. Odhalil zde pozůstatky osídlení z doby bronzové.